# Tháng 10 năm 2021
Tháng 10 năm 2021 là tháng có 31 ngày của năm chung hiện nay. Tháng bắt đầu vào Thứ Sáu (1/10), sẽ kết thúc vào Chủ Nhật (31/5). Đó là tháng hiện tại.
03:09, Thứ ba, ngày 18 tháng 3 năm 2025 (UTC)

## Sự kiện
4 tháng 10 - Kishida Fumio trở thành Thủ tướng Nhật Bản thứ 100
31 tháng 10 - Tổng tuyển cử Nhật Bản lần thứ 49